# Yuhi Todome
Yuhi Todome (留目 夕陽, Todome Yūhi), né le 18 juin 2002, est un coureur cycliste japonais.

## Biographie
En juin 2019, Yuhi Todome obtient son premier résultat notable en terminant troisième  du championnat du Japon du contre-la-montre juniors (moins de 19 ans), à 38 secondes du champion Takumi Yamada. En 2021, il termine dixième et meilleur jeune du Tour du Japon et est vice-champion du Japon du contre-la-montre espoirs (moins de 23 ans). Il participe également au Tour de l'Avenir, épreuve de référence du calendrier international des espoirs, mais abandonne lors de la quatrième étape.
En juin 2022, il rejoint l'équipe EF Education-Nippo Development, qui sert d'équipe de développement pour la formation World Tour EF Education-EasyPost. Il devient champion du Japon du contre-la-montre espoirs et remporte le classement de la montagne du Tour de Hokkaido. En fin de saison, il se classe 21e des mondiaux du contre-la-montre espoirs. L'année suivante, il se classe cinquième du championnat du Japon du contre-la-montre, huitième du Grand Prix Aspendos, dixième de l'Oita Urban Classic et vingt-quatrième du Tour de l'Avenir.
En 2024, il rejoint l'équipe World Tour EF Education-EasyPost,.

## Palmarès
- 2019
  - 3e du championnat du Japon du contre-la-montre juniors
- 2021
  - 2e du championnat du Japon du contre-la-montre espoirs
- 2022
  -  Champion du Japon du contre-la-montre espoirs

## Classements mondiaux
| Année                                 | 2023  | 2024  |
| ------------------------------------- | ----- | ----- |
| Classement mondial                    | 1530e | 1180e |
| UCI Asia Tour                         | nc    | 79e   |
|                                       |       |       |
| Légende : nc = non classéSource : UCI |       |       |